# Лейпцигское сельское поселение
Ле́йпцигское се́льское поселе́ние — муниципальное образование в Варненском районе Челябинской области Российской Федерации. В рамках административно-территориального устройства муниципальное образование  соответствует административно-территориальной единице Лейпцигский сельсовет.
Административный центр — село Лейпциг.

## История
Статус и границы сельского поселения установлены Законом Челябинской области от 9 июля 2004 года № 240-ЗО «О статусе и границах Варненского муниципального района и сельских поселений в его составе».

## Население
| 2002 | 2010 | 2011 | 2012 | 2013 | 2014 | 2015 |
| ---- | ---- | ---- | ---- | ---- | ---- | ---- |
| 1051 | ↘801 | ↘798 | ↘790 | ↘784 | ↘746 | ↘732 |
| 2016 | 2017 | 2018 | 2019 | 2020 | 2021 |      |
| ↗742 | ↘729 | ↘724 | ↘713 | ↘699 | ↘667 |      |

## Состав сельского поселения
| № | Населённый пункт | Тип населённого пункта          | Население |
| - | ---------------- | ------------------------------- | --------- |
| 1 | Лейпциг          | село, административный центр    | ↘717      |
| 2 | Саламат          | посёлок железнодорожной станции | ↘84       |

## Местное самоуправление
Глава сельского поселения — Пискунова Эльза Темирхановна.